# Wouczkawicy
Wouczkawicy (biał. Воўчкавічы, ros. Волчковичи) – przystanek kolejowy w miejscowości Chadakowa, w rejonie mińskim, w obwodzie mińskim, na Białorusi. Leży na linii Moskwa - Mińsk - Brześć.